# Кавунник Олена Анатоліївна
Олена Анатоліївна Кавунник ((дів.Чабаненко), нар. 27 квітня 1960, смт. Красногвардійське) — українська музикознавиця; кандидат мистецтвознавства, доцент кафедри музичної педагогіки та хореографії Ніжинського державного університету імені Миколи Гоголя. Членкиня Національної всеукраїнської музичної спілки, журналістка і музично-громадський діяч.

## Життєпис
Народилася 27 квітня 1960 році у смт. Красногвардійське (нині адміністративний центр Красногвардійського району АРК).
У 1979 році закінчила Сумське музичне училище.
У 1979—1980 рр. — вчитель теоретичних дисциплін в Дитячій музичній школі, концертмейстер хору заводу «Червоний металіст» м. Конотоп (Сумська область).
У 1980—1985 рр. — навчалася в Київській державній консерваторії імені П. І. Чайковського та отримала кваліфікацію музикознавця, викладача. З того часу і до сьогодні працює в Ніжинському університеті імені Миколи Гоголя.
У 1996 році навчалася в аспірантурі відділу музикознавства Інституту мистецтвознавства, фольклористики та етнології ім. М. Т. Рильського НАН України (науковий керівник — доктор мистецтвознавства, професор Марія Загайкевич).
У 2011 році захистила кандидатську дисертацію на тему: «Музичне середовище Ніжина в контексті національних культуротворчих процесів ХІХ — поч. XXI ст.».
У 2011—2018 рр. — викладач музично-теоретичних дисциплін в Ніжинському коледжі культури і мистецтв ім. Марії Заньковецької.
У 2015 році рішенням Атестаційної колегії МОН України присвоєно вчене звання доцента кафедри музичної педагогіки та хореографії факультету культури та мистецтв НДУ ім. М. Гоголя.

## Наукова діяльність
Коло наукових інтересів: історичне музикознавство, регіональна проблематика музичного краєзнавства.
Авторка монографій з дослідження культурно-мистецького середовища Чернігівщини, серед яких «Тимофій Докшицер — трубач-легенда», «Валерій Посвалюк: творчий портрет», «Музичне середовище Ніжина», також довідника «Музиканти Ніжина», навчально-методичних посібників, зокрема «Історія української музики», численних публікацій у республіканській, обласній, міській періодиці.
Має більше 100 наукових публікацій. Авторка статей в Сучасній українській та Українській музичній енциклопедіях. Ініціатор, модератор Всеукраїнської науково-практичної конференції "Сучасні виміри української регіоналістики" (2019-2021 рр.).

## Нагороди
- 2015: дипломант щорічного конкурсу «Благодійник року» імені меценатів Тарновських[1].